# Karl von Culoz

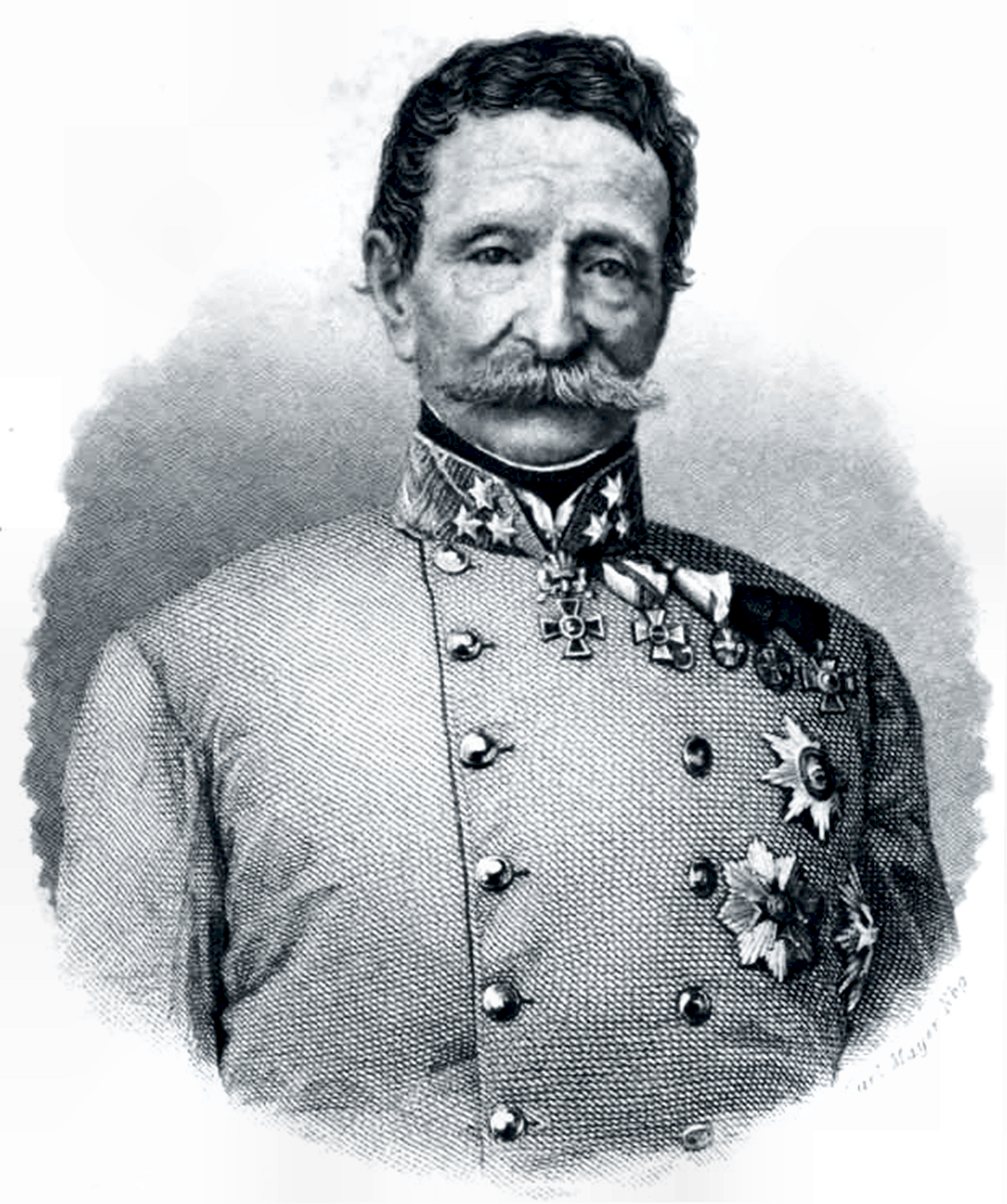
Karl Freiherr von Culoz

Karl Freiherr von Culoz (* 24. Dezember 1785 in Hartberg, Steiermark; † 11. November 1862 in Venedig) war ein k. k. Geheimer Rat, Feldzeugmeister, Theresienritter und Inhaber des Infanterieregiments Nr. 31.

## Biographie

### Herkunft und Familie
Culoz entstammte einem altadeligen spanischen Geschlecht, von welchem eine Linie nach Savoyen zog, wo das Stammschloss Culoz im Ain-Departement zwischen Belley und Seyssel liegt. Ein Zweig dieser Familie stand zu Ende des siebzehnten Jahrhunderts in kaiserlichen Diensten in den Niederlanden.
Bereits sein Großvater, sodann auch sein Vater Christoph (* 1736 in Mori; † 28. Juni 1803 in Karlsstadt), ein Oberstleutnant, hatten fünfzig Jahre mit Auszeichnung dem kaiserlichen Heer gedient.
Karl vermählte sich am 17. Juni 1817 mit der Reichsfreiin Sophia von Pichl (* 16. Juni 1798; † 1864), mit der er fünf Kinder zeugte. Seine Söhne waren Carl Hannibal († 1849), der als k. k. Hauptmann an den Folgen des in der Schlacht von Novara an der Seite seines Vaters durch eine Kanonenkugel erlittenen Verlust eines Beines früh starb, und Arthur Aloys Cäsar (* 18. Dezember 1827 in Graz), 1867 k. k. Ratssekretär beim Landesgericht Venedig. Eine Tochter, Ida Maria Regina (* 24. Oktober 1818 in Graz), war Ehrendame des freiweltlich-adeligen Damenstifts in Brünn. Sie wurde unter dem Pseudonym Ida von Claudis und Z. von Claudius als Malerin und Schriftstellerin bekannt.
Das Geschlecht ist im Mannesstamm erloschen.

### Militärische Laufbahn

#### Frühe Jahre

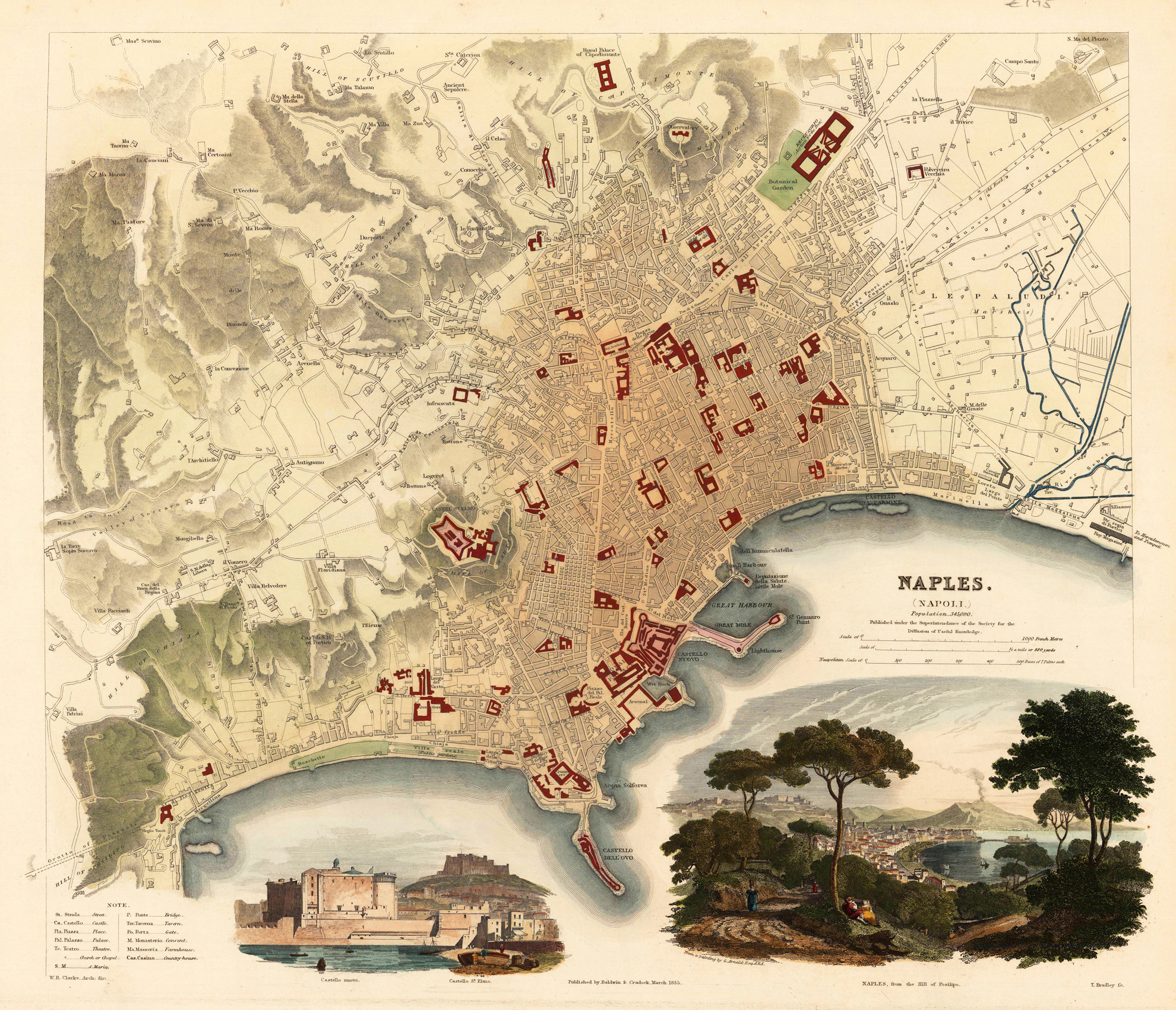
Neapel 1835

Als Vierzehnjähriger begann Carl – in demselben Infanterieregiment (Graf Strassoldo Nr. 27), wo der Vater gedient hatte – seine militärische Laufbahn als Kadett und blieb ein Mitglied desselben bis zu seiner Beförderung zum Major Anno 1828. Im selben Jahre Fähnrich geworden, machte er als solcher die Feldzüge 1799 und 1800 bei der Armee in Italien mit und wurde bei Chiavasso verwundet. Im Jahr 1805 zum Unterleutnant befördert, focht er im Feldzug jenes Jahres in Südtirol, 1809 als Oberleutnant in Italien, wobei er bei Fontana Fredda erneut verwundet wurde. Im Feldzug von 1813 bis 1814 bei Krainburg abermals verwundet, wurde er infolge seines vorbildlichen Verhaltens außer der Rangtour zum Hauptmann befördert und machte als solcher den Zug gegen Neapel 1821 mit.
Im Dezember 1828 rückte der Offizier außer der Tour zum Major im Infanterieregiment Kaiser Nr. 1 und am 15. Februar 1834 zum Oberstleutnant beim Infanterie-Regiment Freiherr von Lattermann Nr. 7 vor. Bereits am 1. September 1835 avancierte er erneut außer der Rangtour zum Oberst und Kommandanten dieses Infanterieregiments, auch wurde er am 5. Dezember 1840 (Diplom vom 1. April 1842 zu Wien) in den Ritterstand erhoben.

#### Als General in Italien

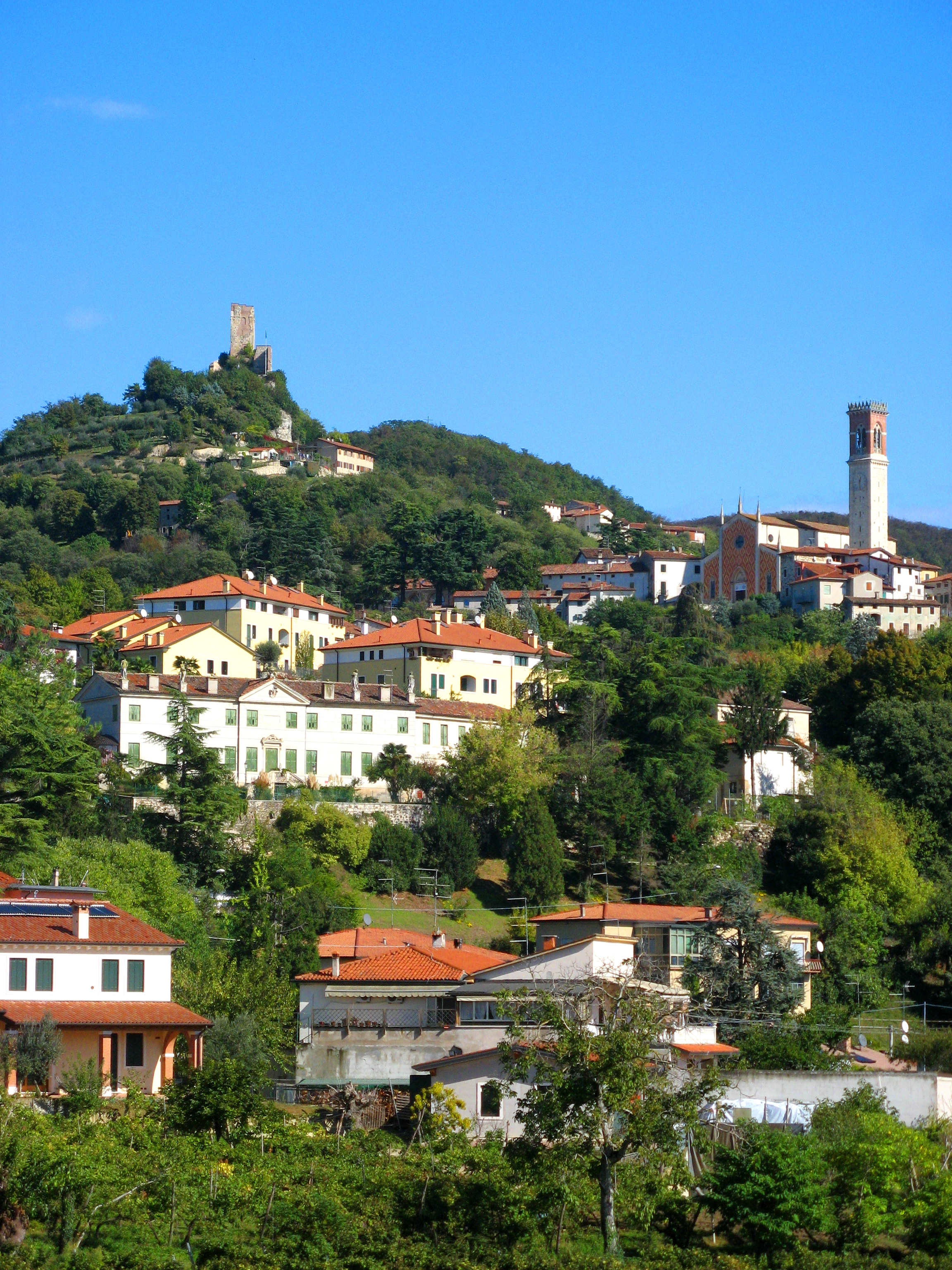
Historisches Zentrum von Brendola heute

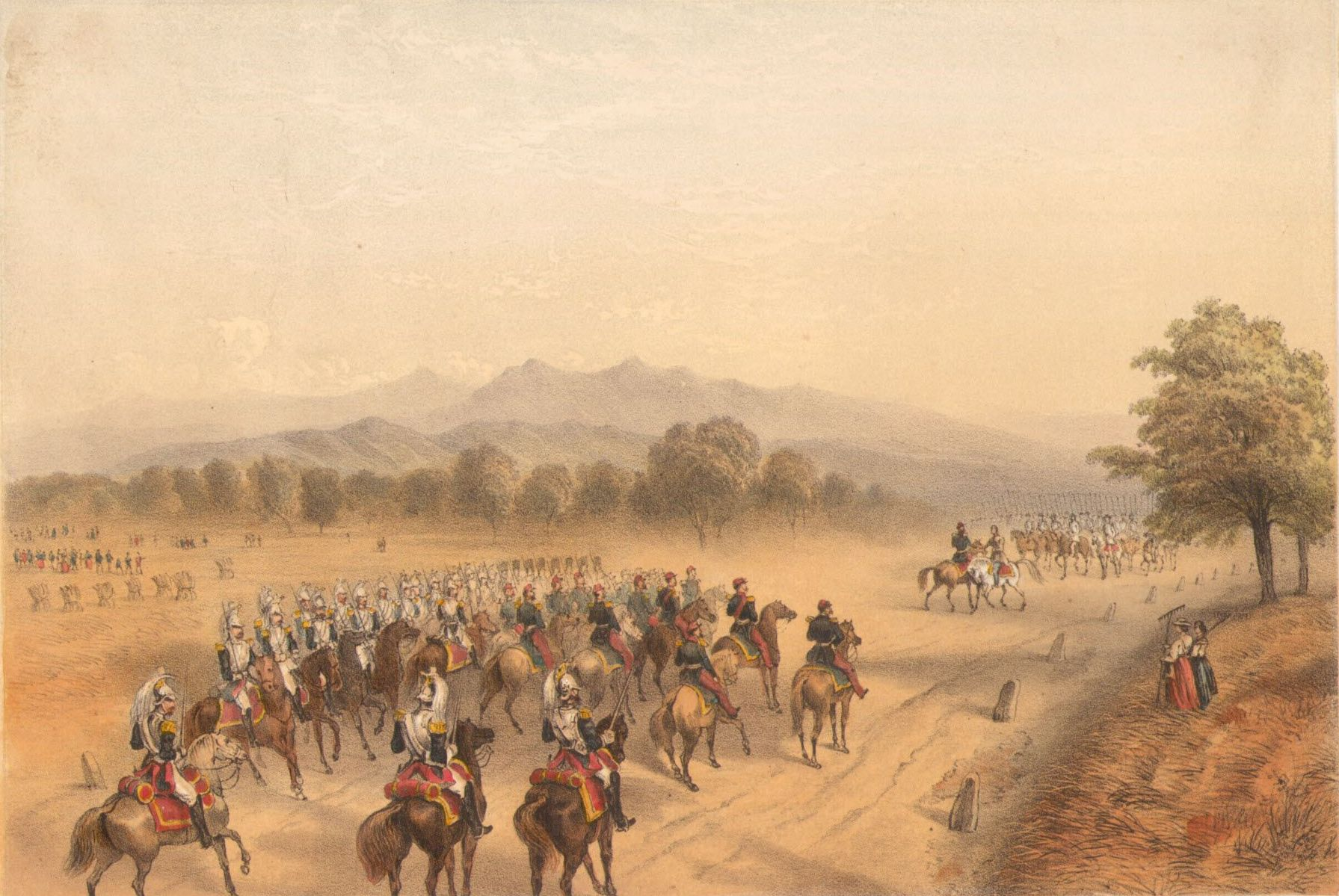
Belagerung von Villafranca 1859

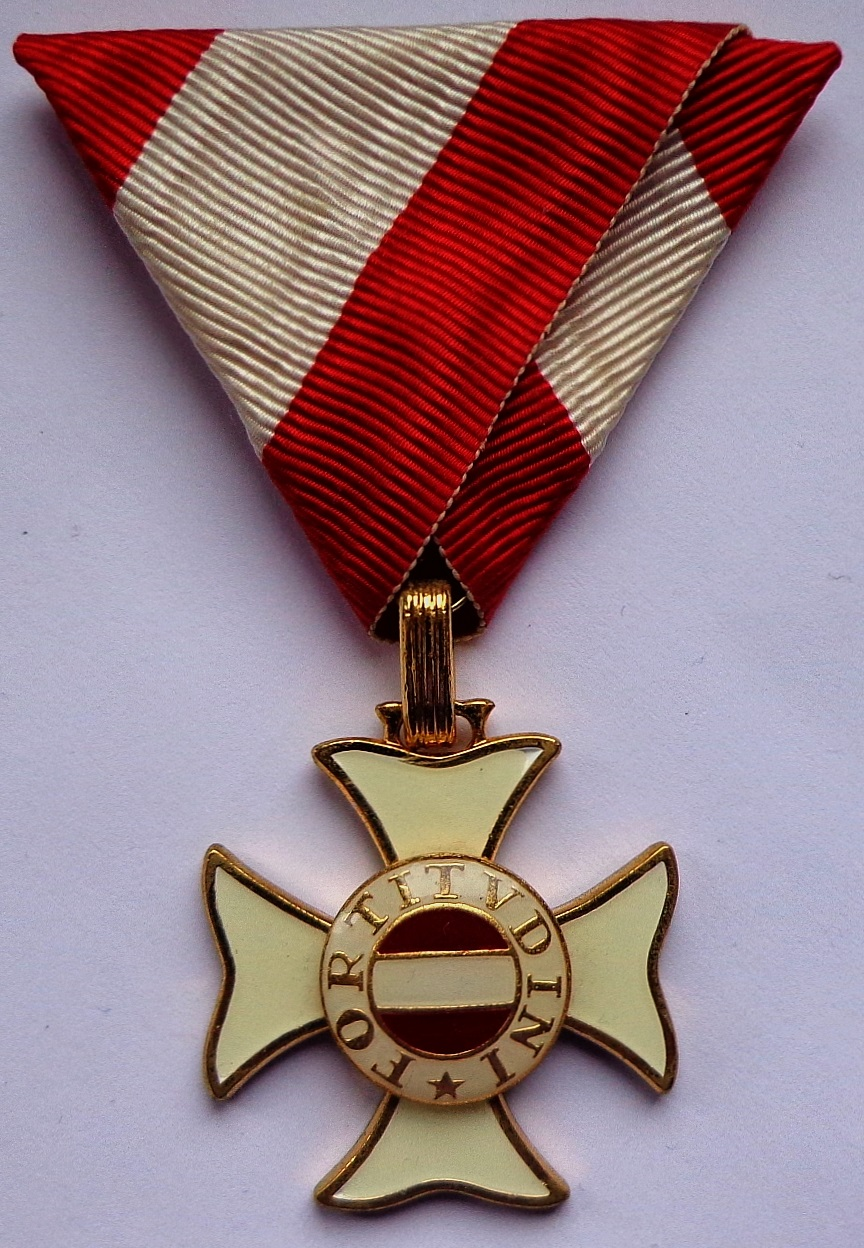
Ritterkreuz des Militär-Maria-Theresien-Ordens

Am 21. April 1843 zum Generalmajor ernannt, erhielt Culoz eine Brigade bei der Armee in Italien und im März 1848 eine Truppendivision beim Reservecorps des Feldzeugmeisters Graf Nugent. Nach der Vereinigung dieses Korps mit der Armee in Verona, erhielt er am 6. Juni des Jahres die Weisung, mit 5½ Bataillonen, einer Division Chevaulegers und zwei Batterien nach San Bonifacio zu rücken und am 10. des Monats von Brendola oder Altavilla aus die Höhen oberhalb Vicenza bei Monte della Madonna zu gewinnen. Der General entsendete seine Vorhut am 8. Juni nach Tavernelle und beauftragte sie, als selbständig detachiert, auf der Hauptstraße gegen Vicenza zu verbleiben, am 10. den Angriff von der Höhe gegen die Stadt abzuwarten, dann aber in den Kampf einzugreifen. Am 9. trat er selbst seinen Marsch nach Brendola an und traf nach Überwindung schwieriger Terrainverhältnisse des Nachts in Arcugnano ein, wo er ein maskiertes Lager beziehen und Vorposten aufstellen ließ. Vor Tagesanbruch entsendete Culoz drei Divisionen, um den vorliegenden Höhenzug von San Margherita zu nehmen, um von dort aus das Castell Rombaldo, das von Insurgenten (Crociati) und Schweizern stark besetzt war, zu beschießen und es anschließend einzunehmen, was ihm auch gelang. Vom Feldmarschall Grafen Radetzky verstärkt, erhielt er nun den Auftrag für die Einnahme von Vicenza mit weiteren Angriffen so lange innezuhalten, bis die rechts mit ihm in Verbindung stehende Brigade Clam die Beschießung begonnen haben würde. Diese Gefechtspause benützte Culoz zur Rekognoszierung der feindlichen Stellung. Er erkannte, dass es nur dann gelingen konnte, letztere mit geringem Verlust zu nehmen, wenn der Gegner sich veranlasst fände, die kaiserlichen Truppen anzugreifen. Dadurch würde die Möglichkeit geboten, sich mit dem Gros auf den Feind zu werfen und auf diese Weise deren Stellungen sowie auch die übrigen befestigten Teile derselben zu erstürmen. Dies veranlasste ihn, seine Infanterie noch immer maskiert zu halten. Nachdem die Brigade Clam zum allgemeinen Angriff geschritten war, begann die von Culoz zweckmäßig aufgestellte Batterie zu feuern, und das Gefecht entwickelte sich längs der ganzen Aufstellung. Eine Kolonne Schweizer versuchte Culoz' linken Flügel zu umgehen und rückte mutig gegen die auf der Straße aufgestellte Batterie. Daraufhin setzte der Offizier das bisher verborgene Gros in Aktion und drängte den Feind in seine Stellung zurück. Der General warf den Schweizern drei Kompanien entgegen, sendete eine Division Infanterie zur Unterstützung der Jäger, die ohne weiteren Befehl abzuwarten, die Schweizer zurückjagten und bis in die Verschanzungen verfolgten. Ohne Unterlass ließ er seine Truppen zügig vorrücken, so dass der Feind nicht mehr im Stande war, sein wohlverschanztes Zentrum um die Kirche della Madonna zu sichern. Trotz erbitterter Gegenwehr gelang es den Truppen bis in die ersten Häuser der Vorstadt vorzudringen. Der Sieg war errungen. Die Einnahme von Vicenza wäre fraglich gewesen, wenn Culoz erst am 10. Juni die Colli Berici von Brendola erstiegen hätte.
Für die umsichtige Waffentat bei Vicenza erhielt er, am 18. Juli 1848 schon zum Feldmarschallleutnant befördert, in der Promotion von 1849 das Ritterkreuz des Militär-Maria-Theresien-Ordens. Infolgedessen verlieh ihm Kaiser Franz Joseph I. am 14. Jänner 1850 (Diplom vom 16. Mai des Jahres) den statutenmäßigen Freiherrnstand. Er wurde auch mit dem Militärverdienstkreuz dekoriert.
Eine Zeitlang kommandierte der Feldmarschalleutnant dann das bei Legnago konzentrierte 7. Armeecorps und beteiligte sich auch, nach der Aufkündigung des Waffenstillstandes von Seite Piemonts, an den Kämpfen bei Mailand, wofür er mit dem Komturkreuz des Österreichisch-kaiserlichen Leopold-Ordens geehrt wurde. Am 18. Oktober 1849 wurde Culoz Inhaber des Infanterieregimentes Nr. 31 und erhielt bei der Neueinteilung der Armee im November desselben Jahres ein Truppen-Divisions-Kommando bei dem in Verona ausgelagerten 8. Armeekorps.
Ab 1852 war Culoz Festungskommandant von Mantua und machte er auf diesem Posten den Krieg gegen Frankreich und Italien im Jahr 1859 mit.

#### Epilog
Von einer beinahe plötzlich eingetretenen Erblindung auf beiden Augen betroffen, bat Culot nach fast 62-jähriger Dienstzeit um die Versetzung in den Ruhestand. Diese gewährte ihm der Kaiser bei gleichzeitiger Beförderung zum Feldzeugmeister ad honores und Ehrung mit dem Orden der Eisernen Krone 1. Klasse am 1. Mai 1860.
Sein Tod wurde in der Militär-Zeitung bereits als am 27. Oktober 1862 erfolgt gemeldet, aber schon in der nächsten Nummer widerrufen. Als der greise General von jener verfrühten Todesnachricht in den Journalen erfuhr, kleidete er sich in die vollständige Generalsuniform und fuhr in einer Gondel zur Militärhauptwache, wo er den Wachkommandanten rufen ließ und ihm auftrug, im Frührapport zu melden, dass Feldzeugmeister Baron Culoz lebe und persönlich auf der Hauptwache erschienen sei. Nur wenige Tage später meldete eben derselbe Offizier im Frührapport, dass Culoz gestorben sei.

## Wappen

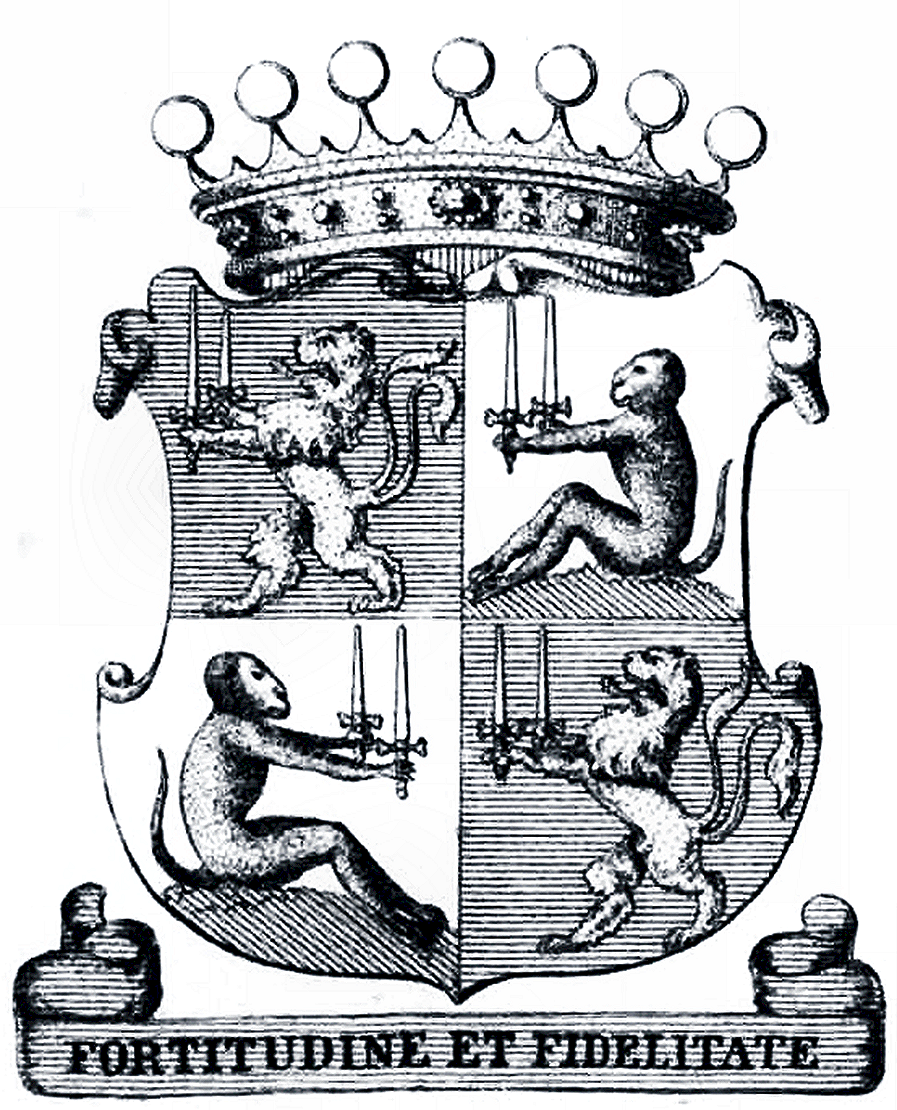
Wappen der Freiherrn von Culoz 1850

1850: Quadrierter Schild. 1 und 4 in Blau ein aufgerichteter, rechts gewendeter und doppelt geschwänzter goldener Löwe, welcher in jeder Vorderpranke ein blankes Schwert an goldenem Gefäß emporhält. 2 und 3 in Silber auf grünem Boden ein sitzender, einwärtsgekehrter natürlicher Affe, der mit dem Vorderfuß gleichfalls ein blankes Schwert an goldenem Gefäß emporhält. Freiherrnkrone und zwei gekrönte Helme. Aus dem rechten mit blaugoldener Decke wächst der Löwe hervor und auf dem linken mit blausilberner Decke sitzt der Affe des Schildes, beide einwärtsgekehrt. Unter dem Schild verbreitet sich auf einem blauen fliegendem Band in Lapidarschrift die Devise: Fortitudine et fidelitate. Das Ritterwappen ist dem freiherrlichen gleich nur ohne Freiherrnkrone. Die Darstellung der Helme und Kleinodien fehlen auf der Abbildung von Tyroff.